# Ріке Редукану
Редукану Некула (рум. Răducanu Necula), більш відомий як Ріке Редукану (рум. Rică Răducanu, нар. 10 травня 1946, Вледень) — румунський футболіст, що грав на позиції воротаря.
Виступав, зокрема, за «Рапід» (Бухарест) та «Стяуа», а також національну збірну Румунії, у складі якої був учасником чемпіонату світу.

## Клубна кар'єра
Народився 10 травня 1946 року в місті Вледень. Вихованець бухарестських юнацьких команд «Вікторія МШБК», «Флакера Рошиє», по завершенні якох 1965 року став гравцем «Рапіда» (Бухарест).
Дебютував у вищому румунському дивізіоні 10 травня 1966 року і з сезону 1966/67 став основним воротарем клубу, вигравши того ж року з командою чемпіонство, а пізніше також як основний воротар допомагав команді стати володарем Кубка Румунії в 1972 та 1975 роках. В цей час він став відомий у країні своїм екстравагантним стилем гри, ставши першим воротарем Румунії, який забив гол в офіційному матчі, і першим, хто потрапив у офсайд. Редукану забив за команду 3 голи у вищому дивізіоні 1973/74, та ще чотири наступного року у другій лізі. Загалом провів у клубі десять сезонів, взявши участь у 233 матчах чемпіонату.
Згодом з 1975 по 1978 рік грав у складі «Спортула», після чого перейшов до найтитулованішої команди країни клубу «Стяуа». Там Редукану не зумів стати основним воротарем, втім у 1979 році додав до переліку своїх трофеїв ще один титул володаря Кубка Румунії.
В подальшому виступав за клуби «Решица», «Бая-Маре» та «Аутобузул» (Бухарест), а завершив ігрову кар'єру у команді «Прогресул», за яку виступав протягом 1981—1982 років. Загалом провів 329 ігор у найвищій румунській футбольній лізі.

## Виступи за збірні
Протягом 1967—1968 років залучався до складу олімпійської збірної Румунії. На молодіжному рівні зіграв в 11 офіційних матчах, пропустив 1 гол.
25 червня 1968 року дебютував в офіційних іграх у складі національної збірної Румунії у матчі кваліфікації на Євро-1968 проти Італії (0:1).
У складі збірної був учасником чемпіонату світу 1970 року у Мексиці. На турнірі зіграв у одному матчі проти збірної Бразилії, вийшовши на заміну на 29 хвилині замість Стере Адамаке, завдяки чому став першим воротарем в історії чемпіонатів світу, який вийшов на заміну.
В подальшому став стабільним основним воротарем збірної, яким і залишався до кінця 1978 року, втім румунській збірній за той час так і не вдалось більше вийти на великі міжнародні турніри. Загалом протягом кар'єри у національній команді провів у її формі 61 матч.

## Титули і досягнення
- Чемпіон Румунії (1):

«Рапід» (Бухарест): 1966–67
- Володар Кубка Румунії (3):

«Рапід» (Бухарест): 1971–72, 1974–75
«Стяуа»: 1978–79

## Особисте життя
Знявся в кількох фільмах: Totul pentru fotbal (рум. Все заради футболу) 1978 року режисера Андрея Блаєра і Legiunea străină (рум. Іноземний легіон) 2008 року режисера Мірчі Данелюка.
25 березня 2008 року за участь у чемпіонаті світу 1970 року Редукану був нагороджений медаллю за Спортивні заслуги III класу.
Його син Кетелін Некула також був футболістом, грав за збірну Румунії, а по завершенні кар'єри став тренером.